# Reg Parnell
 Reginald Harold Haslam "Reg" Parnell  va ser un pilot de curses automobilístiques anglès que va arribar a disputar curses de Fórmula 1.
Parnell va néixer el 2 de juliol del 1911 a Derby, Anglaterra i va morir el 7 de gener del 1964 també a Derby.

## A la F1
Va participar en la primera cursa de la història de la Fórmula 1 disputada el 13 de maig del 1950, el GP de la Gran Bretanya, que formava part del campionat del món de la temporada 1950 de F1, de la que va disputar només dues proves.
Reg Parnell va participar en un total de set curses puntuables pel campionat de la F1, repartides en quatre temporades a la F1, la dels anys 1950, 1951, 1952 i 1954.

## Resultats a la F1
| Any  | Equip               | Xassís     | Motor      | 1     | 2   | 3   | 4     | 5       | 6   | 7       | 8   | 9   | Posició | Punts |
| ---- | ------------------- | ---------- | ---------- | ----- | --- | --- | ----- | ------- | --- | ------- | --- | --- | ------- | ----- |
| 1950 | Alfa Romeo          | Alfa Romeo | Straight-8 | GBR 3 | MON | 500 | SUI   | BEL     |     |         |     |     | 9th     | 4     |
| 1950 | Scuderia Ambrosiana | Maserati   | Straight-4 |       |     |     |       |         | FRA | ITA     |     |     | 9th     | 4     |
| 1951 | G.A. Vandervell     | Ferrari    | Ferrari    | SUI   | 500 | BEL | FRA 4 |         |     |         |     |     | 10th    | 5     |
| 1951 | BRM Ltd.            | BRM        | BRM        |       |     |     |       | GBR 5   | ALE | ITA DNS | ESP |     | 10th    | 5     |
| 1952 | A.H.M. Bryde        | Cooper T20 | Bristol    | SUI   | 500 | BEL | FRA   | GBR 7   | GER | HOL     | ITA |     | -       | 0     |
| 1954 | Scuderia Ambrosiana | Ferrari    | Ferrari    | ARG   | 500 | BEL | FRA   | GBR Ret | ALE | SUI     | ITA | ESP | -       | 0     |

### Resum
| Curses: | Victòries: | Pòdiums: | Poles: | Voltes ràpides: | Punts: |
| ------- | ---------- | -------- | ------ | --------------- | ------ |
| 7       | 0          | 1        | 0      | 0               | 9      |